# Chaux-Neuve
Chaux-Neuve is een gemeente in het Franse departement Doubs in de regio Bourgogne-Franche-Comté en telt 223 inwoners (1999). De plaats maakt deel uit van het arrondissement Pontarlier.

## Geografie
De oppervlakte van Chaux-Neuve bedraagt 27,3 km², de bevolkingsdichtheid is 8,2 inwoners per km².  De gemeente grenst in het oosten aan Zwitserland.

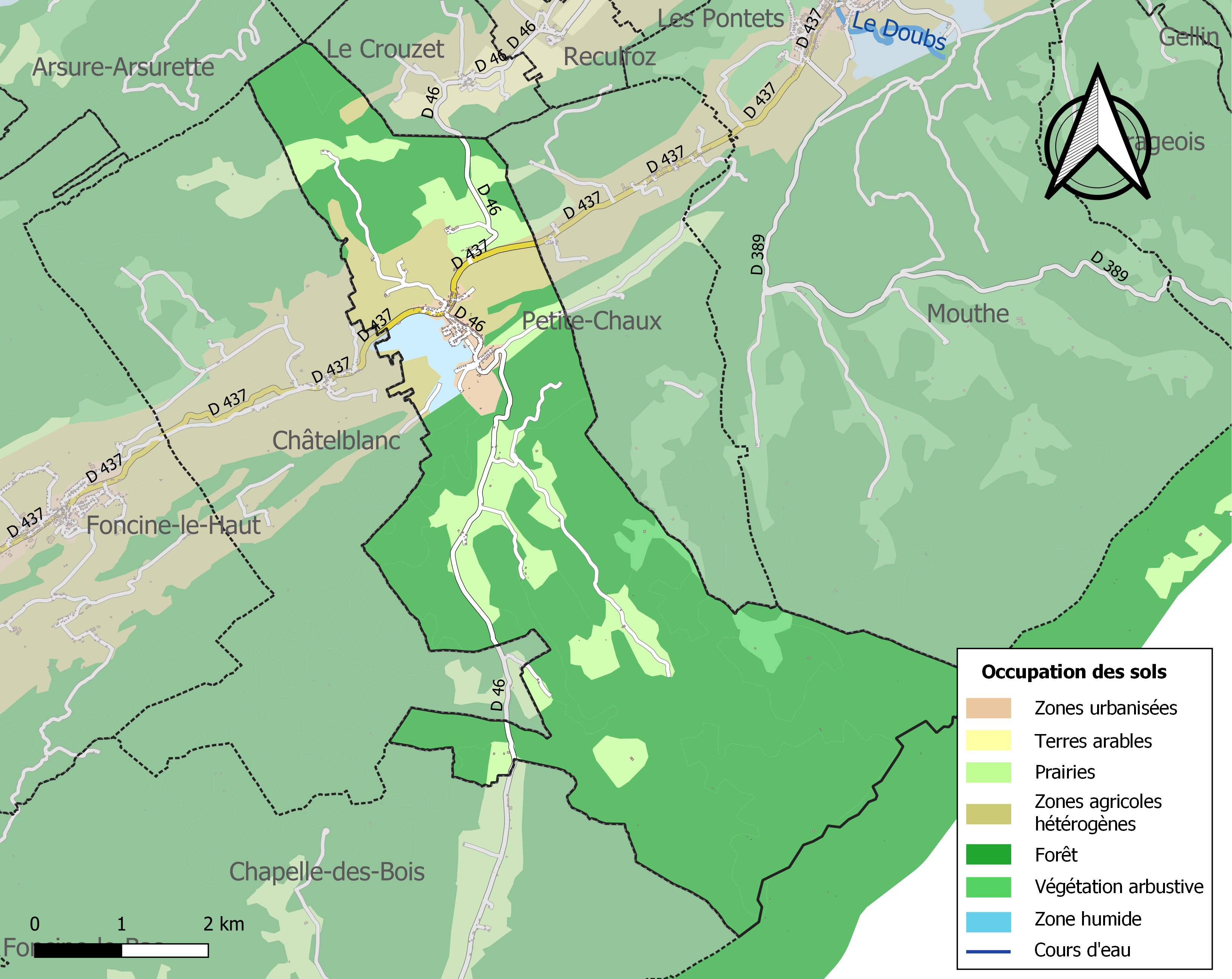
Kaart van de gemeente met de belangrijkste infrastructuur, bodemgebruik en omliggende gemeenten

## Demografie
Onderstaande figuur toont het verloop van het inwonertal (bron: INSEE-tellingen).